# カナトベク・バガリエフ
カナトベク・バガリエフ（Kanatbek Begaliev、1984年2月14日 - ）は、キルギスのレスリング選手。2008年北京オリンピックレスリンググレコローマンスタイル66kg級の銀メダリストである。キルギス北西部タラス出身。
バガリエフは、2004年アテネオリンピックにも出場しており、グレコローマンスタイル66kg級の予選リーグ1勝1敗の成績で8強に残ることができなかった。

## 実績
- オリンピック
  - 2008年北京オリンピック　銀メダル
- 世界選手権
  - 2位　2006年
- アジア選手権
  - 優勝　2007年
  - 2位　2008年
  - 3位　2003年